# Vi är bäst!
Vi är bäst! (internationale titel: We Are the Best!) is een Zweeds-Deense film uit 2013 onder regie van Lukas Moodysson, gebaseerd op het stripverhaal Aldrig godnatt (Nooit welterusten) van Coco Moodysson. De film ging in première op 31 augustus op het Filmfestival van Venetië.

## Verhaal
Stockholm 1982, Bobo en Klara zijn twee dertienjarige meisjes met kortgeknipte haren en de buitenbeentjes op school. Ze besluiten een punkgroep op te richten, hoewel ze muzikaal niet echt bekwaam zijn. Nadat ze Hedvig zien gitaarspelen op school, kunnen ze haar overtuigen mee te doen. Ze halen haar zelfs over om haar mooi lange blonde haren te knippen. Hoewel de andere jongeren beweren dat punk dood is, zetten ze toch hun wil door.

## Rolverdeling
| Acteur               | Personage       |
| -------------------- | --------------- |
| Mira Barkhammer      | Bobo            |
| Mira Grosin          | Klara           |
| Liv LeMoyne          | Hedvig          |
| Mattias Wiberg       | Roger           |
| Jonathan Salomonsson | Elis            |
| Lena Carlsson        | Klara’s moeder  |
| David Dencik         | Klara’s vader   |
| Charlie Falk         | Linus           |
| Ann-Sofie Rase       | Hedvig’s moeder |
| Lily Moodysson       | Hedvig’s zuster |
| Alvin Strollo        | Mackan          |

## Prijzen & nominaties
| jaar | prijs                                     | categorie                         | genomineerde(n)                         | uitslag  |
| ---- | ----------------------------------------- | --------------------------------- | --------------------------------------- | -------- |
| 2013 | Internationaal filmfestival van Tokio     | Tokyo Grand Prize                 | Lukas Moodysson                         | Gewonnen |
| 2013 | Internationaal filmfestival van Reykjavik | RIFF Audience Award               | Lukas Moodysson                         | Gewonnen |
| 2013 | Philadelphia Film Festival                | Honorable Mention - Best Ensemble | Mira Barkhammar-Mira Grosin-Liv LeMoyne | Gewonnen |
| 2014 | Filmfestival van Göteborg                 | Lorens award                      | Lars Jönsson                            | Gewonnen |
| 2014 | Guldbagge Awards                          | Bästa mask/smink                  | Lisa Mustafa                            | Gewonnen |
| 2014 | Guldbagge Awards                          | Bästa scenografi                  | Paola Holmér-Linda Janson               | Gewonnen |

## Productie
De film ontving heel goede kritieken zowel van de toeschouwers als van de critici. Na zijn première op het Filmfestival van Venetië volgden nog een groot aantal deelnames aan festivals. Op 11 oktober volgde de officiële première in Zweden.